# Charles William Mitchell
Pour les personnes ayant le même patronyme, voir Mitchell.
Charles William Mitchell (1854 - 1903) était un peintre préraphaélite anglais de Newcastle-upon-Tyne. C'est un contemporain de John William Waterhouse, et leurs travaux ont des points en commun. Son œuvre la plus connue est Hypatie (1885), actuellement à la Laing Art Gallery. Cette toile a peut-être été inspirée par le roman de Charles Kingsley, Hypatia or New Foes with an Old Face (1853).
On connaît aussi de lui deux autres tableaux, The Flight of Boreas with Oreithya et The Spirit of song.